# Prix Europa
Prix Europa is het grootste jaarlijkse Europese trimediale festival.  Elk jaar worden in een competitie de beste televisie-, radio- en nieuwe-mediaproducties gekozen door een open jury.  Het festival vindt jaarlijks de derde week van oktober plaats in Berlijn en Potsdam en wordt ingericht door Rundfunk Berlin-Brandenburg.
Prijzen voor televisie worden toegekend in de categorieën fictie, documentaire, actualiteit, Iris multiculturele items en fictiescripts.  Bij de radioprijzen zijn er de categorieën drama en documentaire en een achtste categorie is voor bijdragen uit de nieuwe media.  Daarnaast zijn er nog kijkersprijzen, worden jonge talenten gelauwerd en zo meer.  In totaal worden in 2009 al dertien prijzen uitgereikt.  Bij elke prijs hoort een trofee in de vorm van een stier, en een bedrag van zesduizend euro.  Het festival wil het merk "Made in Europe" promoten en een overzicht bieden van het brede gamma aan kwaliteitsproducties dat in de verschillende Europese landen wordt ontwikkeld.  Een duizendtal professionals nemen deel aan het festival.
Het festival is gegroeid uit het van 1969 tot 1997 bestaande Prix Futura Berlin en de Prix Europa zelf die een eerste maal doorging in 1987.  Van 1997 af werden de competities samengevoegd.  In 2000 werd ook de Nederlandse Irisprijs in het festival opgenomen.  Het festival krijgt de steun van de Raad van Europa, het Europees Parlement, de European Cultural Foundation, de Europese Radio-unie en de Europese Alliantie voor Televisie en Cultuur.  Ook partners als Radio France, YLE Finnish Broadcasting, Telwizja Polska en de Österreichischer Rundfunk steunen het initiatief.
In 2009 werd het luisterspel "Ik zal het vertellen" van de Vlaamse Joris Van Damme in de categorie radiofictie bekroond. In 2018 viel de Nederlandse radiodocumentaire en podcastserie Opgejaagd van de VPRO in de prijzen. De serie won de prijs in de categorie "Beste digitale audio". In 2017 won 'Almanak' van Wederik De Backer, over de Brugse Poort in Gent, de prijs voor Beste Hoorspel. Enkele Vlaamse televisiereeksen wonnen een prijs op het festival: Gevoel voor tumor, Basta Tytgat Chocolat en Goed Volk.
In 2020 werd in de categorie Beste Europese radio-muziekprogramma Making an Opera van NPO Radio4 en NTR-podcast bekroond. Ook het Belgische programma The Original Soundtrack van Klara was genomineerd voor de prijs. De Belgische reeks Metissen van België won in 2022 de Prix Europa in de categorie Beste tv-programma over Diversiteit.